# ブルーノ・ワルター

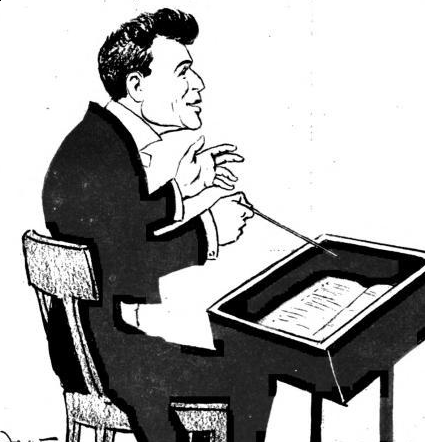
ブルーノ・ヴァルターのカリカチュア（1913年）

ブルーノ・ワルター（Bruno Walter, 1876年9月15日 - 1962年2月17日）は、ドイツ出身の指揮者、ピアニスト、作曲家。より正確なドイツ語読みはヴァルターであり、そのように表記される場合もある。本来の姓はシュレジンガーであり、これは彼がブレスラウの歌劇場の指揮者になったとき、現地ユダヤ人にシュレジンガー姓が多いので、ワルター（ヴァルター）に改めたという。そのため、ワルター・シュレジンガーと表記されることも稀にある。
20世紀を代表する偉大な指揮者の1人で、モーツァルトやマーラーを得意とした。戦前・戦中から戦後間もなくの時期の日本ではフルトヴェングラー、トスカニーニ、ワルターを「三大巨匠」と呼ぶことが多かった。
作曲家として2曲の交響曲、室内楽曲、歌曲などを残している。

## 人物・来歴

### 生誕から指揮者となるまで
ドイツ系ユダヤ人の父親と、東ヨーロッパから移住したユダヤ系の母親の間の子として、ベルリンに生まれる。母親はキリスト教に改宗しており、ブルーノ本人もキリスト教徒であった。本名は、ブルーノ・シュレジンガー（Bruno Schlesinger）。
父親は絹糸商会の簿記係、母親はワルター本人の言い方によれば「なかなかうまい」ピアニストだった。
幼少期からピアノに親しみ、13才の時にはベルリン・フィルハーモニー管弦楽団のポピュラーコンサートにピアニストとして出演し、イグナーツ・モシェレスのピアノ協奏曲を演奏している。
ベルリンのシュテルン音楽院を卒業後、ピアニストとしてデビューしたが、ハンス・フォン・ビューローの実演を目の当たりにして指揮者になることを決意し、1894年にケルン市立歌劇場でデビューした。

### マーラーとの出会い
1896年にはハンブルク歌劇場へ移った。そこで当時音楽監督（1891年 - 1897年）、すなわち上司であったグスタフ・マーラーに認められ、マーラーの部下、そして親友として交流を深めていった。なお、ワルターはマーラーに指揮を師事したことはなく「マーラーの弟子」という表現は適切でない。その後マーラーとともにウィーンへ転任し、ウィーン音楽院（現ウィーン国立音楽大学）で教鞭をとる。名前からユダヤ系を示す「シュレジンガー」という姓を除き「ブルーノ・ワルター（ヴァルター）」と名乗ったのもこの頃からである。

### 人気指揮者へ

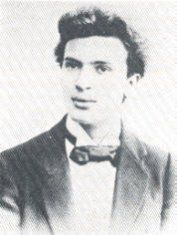
若き日のワルター（1900年）

1901年にマーラーの招聘によってウィーン宮廷歌劇場の副指揮者となる。以後ウィーン宮廷歌劇場（ウィーン国立歌劇場）楽長、ミュンヘン宮廷歌劇場（バイエルン国立歌劇場）音楽監督、ベルリン市立歌劇場（ベルリン・ドイツ・オペラ）音楽監督、ライプツィヒ・ゲヴァントハウス管弦楽団楽長などを歴任。ヨーロッパの一流オーケストラやザルツブルク音楽祭さらにはアメリカのオーケストラにも度々招かれる人気指揮者として活躍した。ベルリン・フィルでは「ブルーノ・ワルターコンサート」という演奏会を持っていた。レパートリーも豊富で、モーツァルト、ベートーヴェンなどの古典から、マーラー、ブルックナーのほか、ショスタコーヴィチの交響曲第1番を紹介するなど幅広く活躍していた。

### ナチスの台頭とアメリカ移住

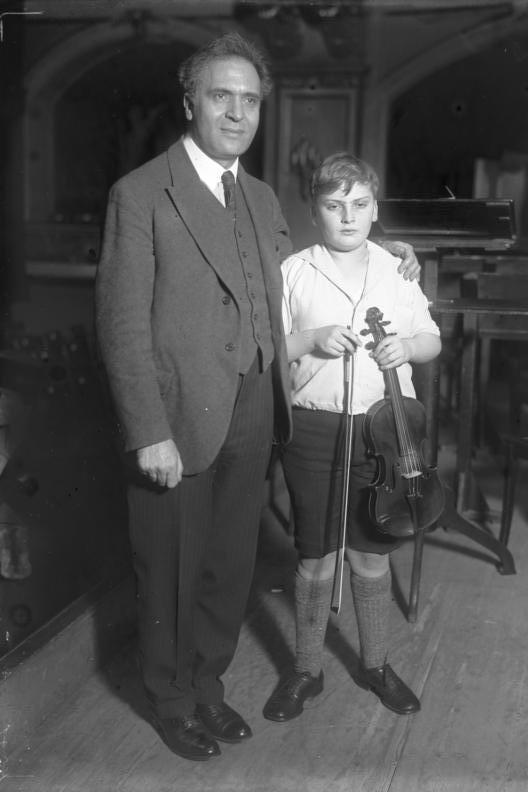
少年時代のユーディ・メニューインと、ワルター（1931年）

しかし、1933年に、ナチス政権が成立すると、ユダヤ系であるワルターは迫害を受けるようになる。政権発足直後に演奏旅行から帰国してきたワルターは、ナチ宣伝大臣ゲッベルスらによる嫌がらせや殺人予告を受けるようになり、最終的には楽屋に銃弾を撃ち込まれる事態にまで発展した。このため、ワルターが指揮をする演奏会は中止に追い込まれ、彼はドイツを追われてオーストリアのウィーンへ移住せざるを得なくなった。
移住先のウィーンでは歓迎されてウィーン国立歌劇場やウィーン・フィルで、フルトヴェングラーなどと人気を争うほどの活躍をしたが、1938年にオーストリアがナチス・ドイツに併合されてしまうと、命に危険を感じウィーンを出てスイスのルガーノへ逃れた。この年創設されたルツェルン音楽祭にトスカニーニらと共に招かれたりしているが、パスポートもない状態でモナコなどに市民権の取得を打診し不調におわる。やがてフランスから手をさしのべられフランス国籍を取得、フランスなどドイツとオーストリアの影響の及ばない地域を中心に演奏活動を続けた。翌年もルツェルン音楽祭に招かれるが、チューリッヒで離婚調停中だった次女のグレーテルが夫に射殺され、その夫も自殺するという悲劇（著名なバス歌手エツィオ・ピンツァとグレーテルとの不倫関係が原因という）がワルターを襲う（音楽祭はトスカニーニが自らのスケジュールをキャンセルして代役を務める）。1939年9月に第二次世界大戦が勃発して欧州での戦火が激しくなると、ついにルガーノの家を出てアメリカへと逃れた。アメリカでは、カリフォルニア州ビバリーヒルズに居を構え、常任のポストには就かずにニューヨーク・フィルハーモニックやメトロポリタン歌劇場などを指揮した。

### 戦後
戦後はヨーロッパの楽壇にも復帰し、1947年から1949年の間にニューヨーク・フィルハーモニックの音楽顧問を務めるなど、欧米で精力的に活躍を続けたが、1957年に心臓発作で倒れてしばらく休養。その後もニューヨーク・フィルやウィーン・フィルを指揮して数回演奏会を行なっている。1960年にマーラーの生誕100周年記念祭のために最後のウィーン訪問を行いウィーン・フィルを指揮する（曲目はマーラーの交響曲第4番、シューベルトの「未完成」など）。同年暮れにロサンジェルス・フィルハーモニックの演奏会で当時新進気鋭のヴァン・クライバーンと共演し（曲目はブラームスのピアノ協奏曲第1番、交響曲第1番）、演奏会から引退した。その数年前、ステレオ録音技術が発達してきたため、CBSレコード（現在はソニー・クラシカル）が、ワルターの演奏をステレオで収録するために、ロサンジェルス付近の音楽家によりコロンビア交響楽団を特別に結成し、この組み合わせで多くの録音が残された。

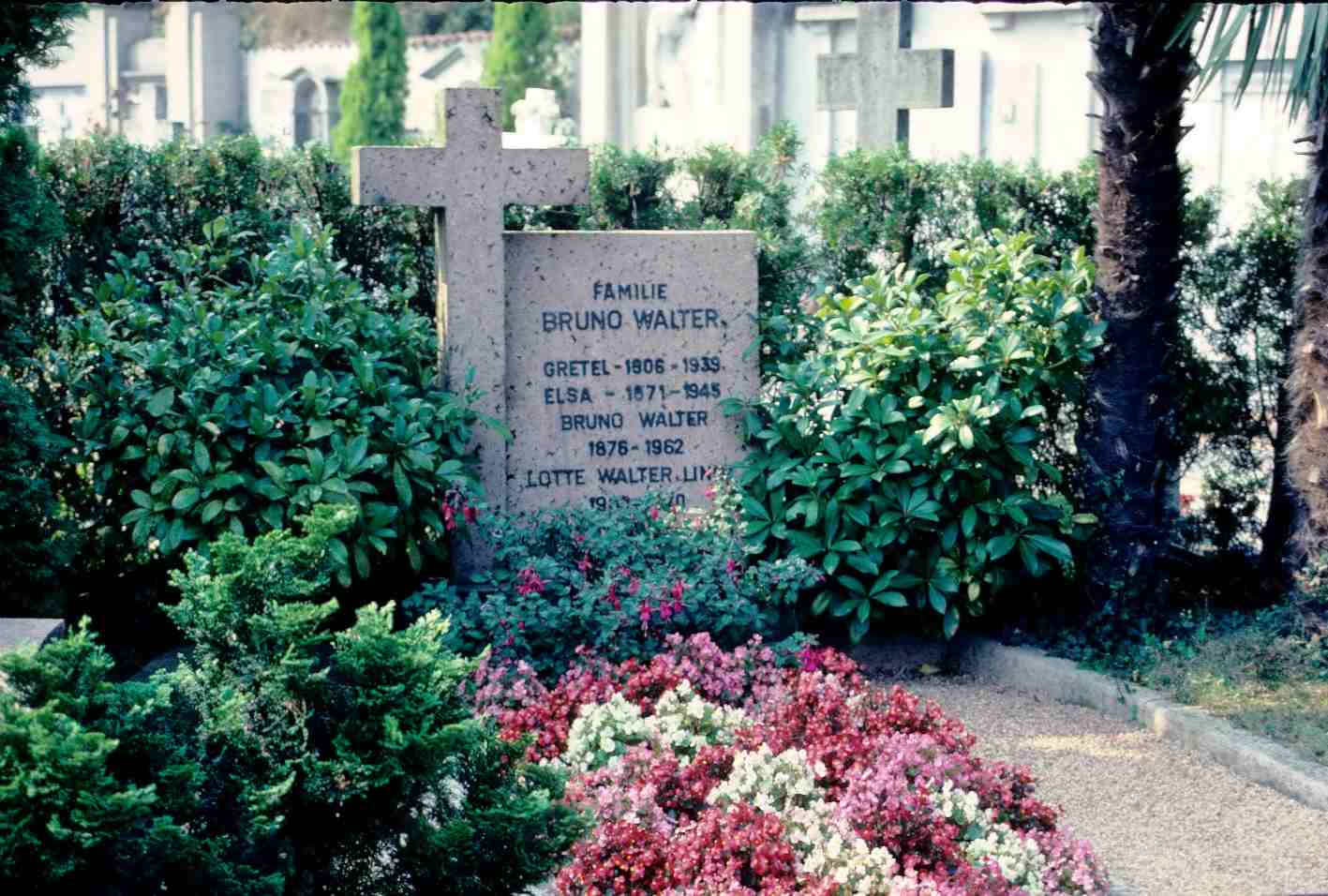
1998年に建てられた家族の墓。

1962年2月17日、心不全のためカリフォルニア州ビバリーヒルズの自宅で死去、その波乱に満ちた生涯を閉じた。85歳没。
最晩年に、ルドルフ・シュタイナーが設立した人智学関連団体である『普遍アントロポゾフィー協会』に入会した。
スイスのティチーノ州、ルガーノ近くのジェンティリーノの墓地に、ソプラノ歌手の妻エルザ（旧姓コーネック、1871年 - 1945年）とその娘マルグリット・グレーテル（1906 ～ 1939 年）が眠る墓と同じ墓に埋葬された。 彼らの娘ロッテ (1903 ～ 1970 年) もそこに埋葬されている。

## ワルターの演奏・録音

### レパートリーと演奏スタイル
ワルターは、19世紀生まれの指揮者の中では珍しく録音を多く残しており、録音期間も1920年代のSPレコードから1960年代のステレオ録音に至るまでの長期間にわたっている。そのレパートリーも得意としていたマーラーやモーツァルトの他、ハイドン、ベートーヴェン、シューベルト、ブラームス、ブルックナーなどのドイツ・オーストリア系音楽やベルリオーズ、ドヴォルザーク、チャイコフスキー、バーバーなど幅広い。録音には残されていないが、同時代の作曲家の作品も積極的に取り上げていた。
ワルターの演奏はしばしば微笑に例えられ、夢のような幸福感に満ちた美しい演奏、感情を荒々しく出すことのない中庸な演奏をする指揮者というイメージを持たれがちである。モーツァルトの交響曲や晩年のステレオ・スタジオ録音によるベートーヴェンの交響曲第6番『田園』などの録音にその点が見られる。しかしその一方で、壮年期であるモノラル録音期のライヴ演奏などにはニューヨーク・フィルとのベートーヴェンの交響曲第7番や、1937年にカール・ライネッケのカデンツァを弾き振りしたウィーン・フィルとのモーツァルトのピアノ協奏曲第20番K. 466、ナチス・ドイツの脅威が迫り来る中で演奏された1938年のマーラーの交響曲第9番、戦時中だった1942年の『ドン・ジョヴァンニ』のように何かに憑かれたような熾烈な演奏をしている事例も多い。ワルター自身、自伝で自分の中にはアポロ的な部分とディオニュソス的な部分が両立している、と述べている。
ワルターの指揮は、拍をぼかさずにきちんと刻んで振っていることが多く、また、文学的な解説や長い演説は余りせず、タクトを振りながら「歌って!」「ディミヌエンド!」「エスプレッシーヴォ!」といった指示を出すのみならず、楽器名を出して細かいアーティキュレーションを盛り込んでいる。
彼は自伝に「自分は教育的指揮者だ」と残している。このことは、ワルターがトスカニーニのようにオーケストラに対して専制君主として振舞う指揮者ではないことを示しており、ワルターの人柄を良く表している。例えば、ウィーン・フィルでのリハーサルでは悲しい顔をし「なぜあなた達は美しい音を出さないのですか？もっと歌ってください」と言い、団員達は「あんな悲しげな顔でリハーサルされたら音を出さざるを得ないよ。トスカニーニなどの怒りんぼう指揮者以上に困った指揮者だね」と、語ったという。
代表的な録音は下記の通り。

### マーラーとモーツァルト
ワルターはグスタフ・マーラーの良き理解者であり、マーラーの死後に交響曲第9番、『大地の歌』の初演を行うなど、その権威として知られていた。前述の1938年録音の交響曲第9番（ウィーン・フィルとのライヴ録音）や1952年録音の『大地の歌』（ウィーン・フィルとのスタジオ録音とライブ録音）、ステレオ録音の交響曲第1番（コロンビア交響楽団）、第2番（ニューヨーク・フィル）などは今でも名演奏として知られている。交響曲第1番の録音では、当時バーンスタインもこの曲の録音が予定されており、場合によっては同じ曲のレコードが同じCBSから同じ時期に発売される可能性もあった。しかし、「とりあえずバーンスタインにワルター盤を聴かせ、その感想で録音するかどうか決めよう」ということになり、バーンスタインにワルター盤を聴かせたところ大絶賛したため、バーンスタインによる録音はお預けとなった。
ワルターはモーツァルトを得意としており、楽屋でモーツァルトの霊と交信していたという噂さえ伝説として残っているほど。生涯最後の録音も、モーツァルトのオペラ序曲集であった。晩年のコロンビア交響楽団とのステレオ録音では交響曲第36番、第40番、またニューヨーク・フィルとのモノラル録音では第35番、第38番、第39番、第40番、第41番などが名演奏として知られている。戦前のウィーン・フィルとの録音（『アイネ・クライネ・ナハトムジーク』など）や、1952年のウィーン・フィルとの交響曲第40番のライヴ録音、ザルツブルク音楽祭での交響曲第25番、『レクイエム』のライヴ録音などは今でも名演奏と称えられている。オペラでは、メトロポリタン歌劇場での『ドン・ジョヴァンニ』、『魔笛』等が知られている。
20世紀後半にモーツァルトの権威とされたカール・ベームも、「バイエルン歌劇場音楽監督であったワルターが私を第4指揮者として招聘し、彼がモーツァルトのすばらしさを教えてくれたからこそ、モーツァルトに開眼できた」と告白している。

### その他
マーラー・モーツァルト以外では下記の録音などが今も高い評価を得ている。

#### モノラル録音
- ブラームス 交響曲第2番、交響曲第3番（ニューヨーク・フィル）
- ベートーヴェン 交響曲第3番『英雄』（シンフォニー・オブ・ジ・エアとのライヴ録音[5]）
- ベートーヴェン 交響曲第6番『田園』（ウィーン・フィルとのSP録音）
- ハイドン 交響曲第100番『軍隊』（ウィーン・フィルとのSP録音）
- シューベルト 交響曲第7(8)番『未完成』（ウィーン・フィルとのSP録音）

#### ステレオ録音
- ベートーヴェン 交響曲第2番、交響曲第6番『田園』（コロンビア交響楽団）
- ブラームス 交響曲第4番（コロンビア交響楽団）
- シューベルト 交響曲第5番、交響曲第8(9)番『ザ・グレート』（コロンビア交響楽団）
- シューベルト 交響曲第7(8)番『未完成』（ニューヨーク・フィル）
- ハイドン 交響曲第100番『軍隊』（コロンビア交響楽団）

## 他の指揮者との関係

### マーラー
マーラーとの出会いを参照。

### トスカニーニ
ワルターとトスカニーニは演奏スタイルには違いがあったが、親交を持っていた。トスカニーニはワルターの演奏を、感傷的に過ぎるように感じていたようだが、ワルターが指揮したモーツァルトの交響曲のレコードに関して自分よりも良いと述べている。いっぽうワルターはトスカニーニから音楽的に多大な影響を受け、自伝でもトスカニーニを賞賛している。ワルターが娘グレーテル殺害の報を受けたのはルツェルン音楽祭の楽屋であったが、ショックで指揮が出来なくなってしまったワルターに代わって指揮台に上がったのはトスカニーニだった。トスカニーニが90歳で没した際の追悼演奏会ではワルターが指揮台に上がり、ベートーヴェンの交響曲第3番の名演奏を残している。

### フルトヴェングラー
ワルターとフルトヴェングラーは共にドイツを代表する大指揮者であったが、片やワルターはユダヤ人としてナチスに祖国を追われ、片やフルトヴェングラーはナチス政権下でドイツに留まり、ナチスから官職を得て演奏活動を続けたことが二人の関係をぎくしゃくしたものにしてしまった。歌手ディートリヒ・フィッシャー＝ディースカウは自伝で「フルトヴェングラーはワルターが指揮するブラームスの『ドイツ・レクイエム』を戦後の演奏会で聞いた際に、テンポなどに否定的な見解を述べていた」と書いている。また、フルトヴェングラーがシカゴ交響楽団の指揮者就任を在米ユダヤ人に反対された際にはワルターはそれに加わらなかったが、その際に互いに交換された書簡ではワルターはフルトヴェングラーの戦時中の対応に対して、厳しい意見を述べている。

### クレンペラー
クレンペラーとワルターは共にユダヤ系ドイツ人で、マーラーの薫陶を受けた人物だがその演奏スタイルは大きく違った。あるインタビューでは、クレンペラーが「ワルターはモラリストだが、私は違う、断じて！」と述べた後に、「モラリスト」では芸術作品の深さを伝えるような演奏は出来ないのだ、というニュアンスの発言をしてワルターを皮肉っている。ただし、ワルターの書簡集を見るとクレンペラーやその家族との間とも手紙が交わされていることが窺える。

### ベーム
前述のようにバイエルン国立歌劇場時代にワルターが招聘し、その後も交友を続けていた。ワルターが戦後初めてウィーンに降り立ったときの言葉は、「私の友人ベーム君は、今どうしているか」だったと伝えられている。ベームは、ワルターのことを「繊細敏感なユダヤ人で、どこかマーラーを偲ばせるところがあった」と語っている。ベームはワルターを慕っており、ことあるごとにワルターに指揮を依頼している。ウィーン国立歌劇場再開記念公演シリーズに際してもワルターにドン・ジョバンニの指揮を依頼している（これは、実際にはワルターが高齢を理由に断ったためベーム自身が指揮し、ワルターはベートヴェンの第9を指揮している）。さらにモーツァルトのみならず、シューベルトの演奏もワルターに教えてもらったと言っている。また、ワルターはベーム夫人をミミ役に起用した。

## 作曲した作品
ワルターは、歌曲、室内楽、合唱曲などを作曲していたが、生前作曲家として知られることはなかった。
現在までに、録音が発売された作品は下記のとおりである。
- ヴァイオリン・ソナタ イ長調
- 交響曲ニ短調
- 歌曲集『アイヒュンドルフの詩による６つの歌』
  - 『子供の眠り』『ひばり』『妖精』『楽士の挨拶』『若い夫』『兵士』
- 歌曲集『6つの歌』Op.11
  - 『母がそれを望んだのです』『過去』『ワルトラウトの歌Ⅰ』『ワルトラウトの歌Ⅱ』『知っているの、私がどんなにあなたを愛していたか』『愛の欲求』
- ピアノ五重奏嬰ヘ短調
- 弦楽四重奏曲ニ長調

生前にワルター自作自演によるピアノ曲を聴いたマーラーは、妻アルマ宛の書簡でこう述べている。「今日はブルーノ・ワルターの曲を聴いた。彼には悪いが、あくびを堪えるのにとても苦労した。彼は指揮者としての活動に集中すべきであり、これには君も同意してくれると思う」

## 著書
- 回想録『主題と変奏』（内垣啓一・渡辺健訳、白水社） <原著：Thema und Variationen, 1947>ドイツ語
- 音楽論『音楽と演奏』（渡辺健訳、白水社） <原著：Von der Musik und vom Musizieren, 1957>ドイツ語
- 書簡集『ブルーノ・ワルターの手紙』（土田修代訳、白水社）<ロッテ・ワルター・リント編, 1969>
- 『マーラー 人と芸術』（村田武雄訳、音楽之友社） <原著：Gustav Mahler, Austria, 1936>ドイツ語
- 『音楽観想』（佐野利勝訳、みすず書房）、1999年「音楽の道徳的ちからについて」1935年ウィーン文化協会での講演

## 映像作品
- DVD『THE ART OF CONDUCTING:GREAT CONDUCTORS OF THE PAST / アート・オブ・コンダクティング　－今世紀の偉大な名指揮者たち－』（ワーナー・ミュージック）
- DVD『ザ・マエストロ』（ジェネオン・エンタテインメント） - 1958年のカナダ・ヴァンクーバー祝祭管弦楽団とのブラームス『交響曲第2番』のリハーサル風景とインタビュー
- 映画『カーネギー・ホール』 - 1952年。ニューヨーク・フィルが『ニュルンベルクのマイスタージンガー』第1幕前奏曲を演奏する場面で指揮を振っている。
- 映画『フルトヴンェグラーと巨匠たち』（原題は「音楽の大使」） - 1954年。